# Asociación Argentina Amigos de la Astronomía
La Asociación Argentina Amigos de la Astronomía (AAAA o asaramas) es una asociación de astronomía amateur con sede en Buenos Aires, Argentina, cuyo objetivo es difundir y cultivar la astronomía. Se fundó el 4 de enero de 1929 y en su ámbito se realizan cursos en materias afines, trabajos de investigación en colaboración con entidades profesionales y publicaciones impresas o en multimedios, así como actividades recreativas para el público en general.

## Historia
Es la institución de astronomía amateur más antigua de la Argentina. Durante los primeros años no tuvo sede propia, los socios organizaban reuniones en la sede de la Asociación Wagneriana (en aquel entonces en Florida 940) y en los observatorios privados de algunos asociados. 
El 12 de mayo de 1937 obtuvo la Personería Jurídica ante la Inspección General de Justicia de la Nación.
En el año 1944 se inauguró el actual edificio en tierras cedidas por el gobierno de la Ciudad de Buenos Aires en el Parque Centenario, construido con el aporte pecuniario principalmente de su entonces presidente José R. Naveira (el mismo que amplió el castillo Naveira) y el aporte de otros socios. La cesión de las tierras fue ejecutada por el gobierno de la Ciudad de Buenos Aires luego de la ordenanza N.º 10.414 promulgada en la sesión del 4 de agosto de 1939 por la legislatura de la ciudad. Esta gestión se logró en gran parte gracias la iniciativa e intervención de los socios José H. Porto y José Luis Pena.
En 1996 organizó las Primeras Jornadas latinoamericanas de Cometas, en conjunto con la organización Liga Iberoamericana de Astronomía.

## Revista Astronómica

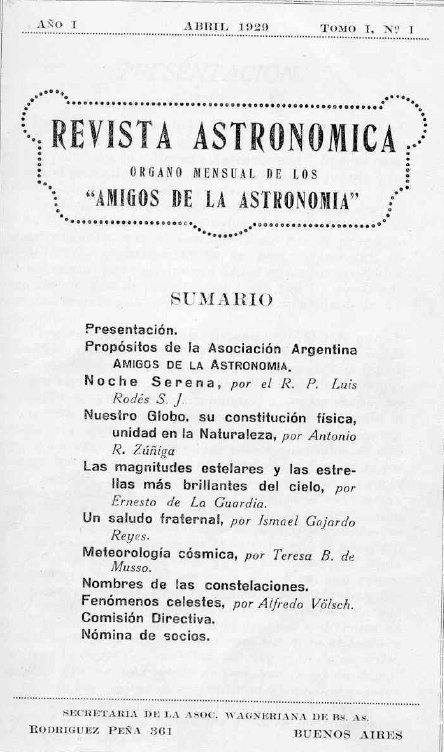
Portada de la primera revista de 1929 de la Asociación Argentina de Amigos de la Astronomía.

Desde el año de su fundación, la Asociación edita la Revista Astronómica con artículos sobre temas como observación solar, óptica, estrellas variables, estrellas binarias, espectroscopia, resultados de trabajos de investigación, efemérides anual y otros contenidos.
Sumario de la primera publicación de la revista en abril de 1929:
- Presentación.
- Propósitos de la Asociación Argentina de Amigos de la Astronomía.
- Noche Serena. (Por el R.P. Luis Rodes S.J.)
- Nuestro globo, su constitución física, unidad en la naturaleza. (Por Antonio R. Zúñiga)
- Las magnitudes estelares y las estrellas más brillantes del cielo. (Por Ernesto de la Guardia)
- Un saludo Fraternal. (Por Ismael Gajardo Reyes)
- Meteorología Cósmica. (Por Teresa B. de Musso)
- Nombres de las Constelaciones.
- Fenómenos celestes. (por Alfredo Volsch)
- Comisión Directiva.
- Nómina de Socios.

En las publicaciones se invita a los socios a que envíen sus trabajos de astrofotografía, o de investigación.

## Actividades

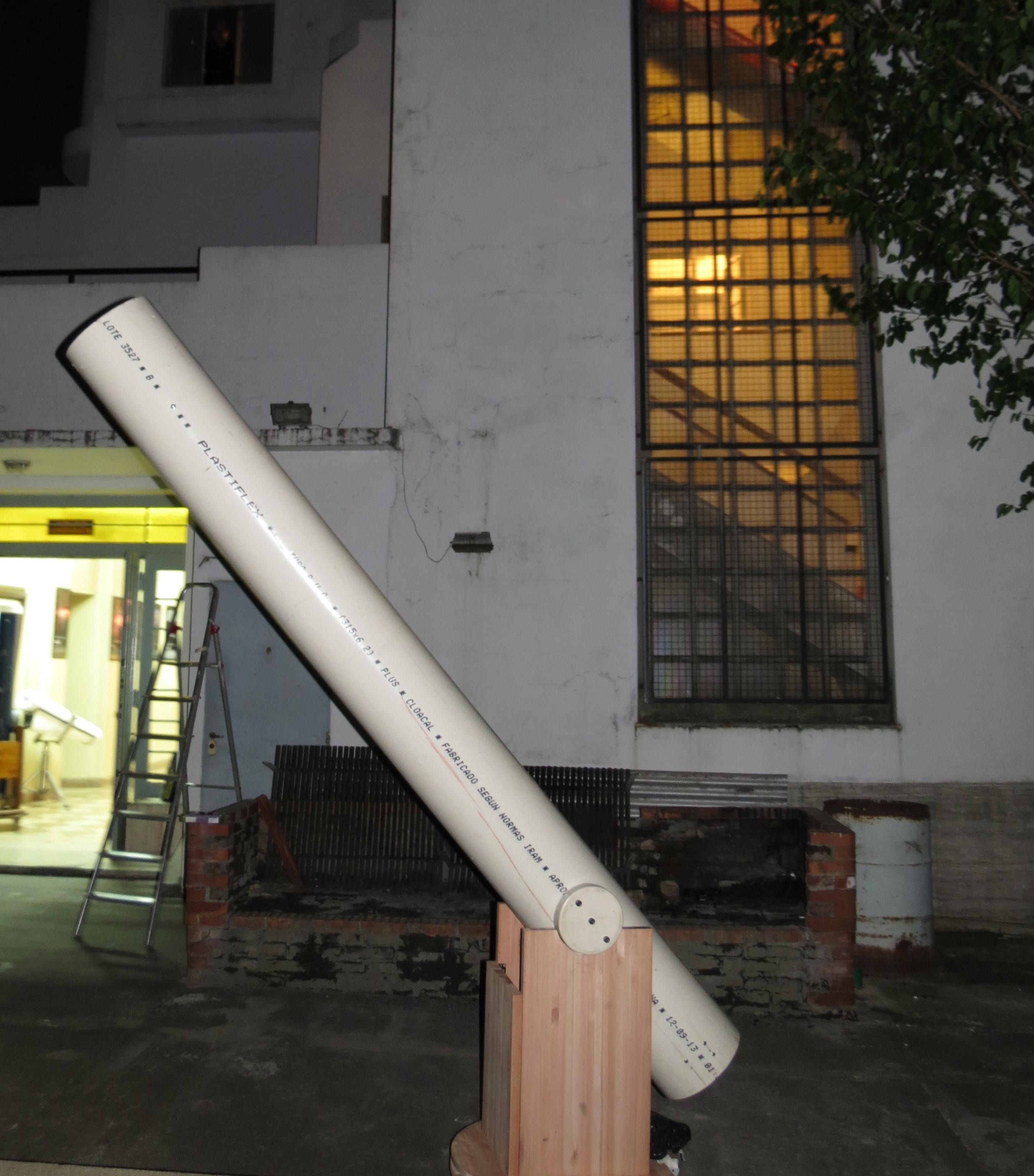
Telescopio newtoniano del tipo Dobson, construido por un socio en el curso de construcción de telescopios.

### Cursos
La asociación ofrece cursos en diversas materias relacionadas con la astronomía, entre las cuales se encuentran Cálculo de Relojes de Sol, Construcción de Relojes de Sol, Astrofísica, Construcción y Manejo de Telescopios, Cosmogonía y astrología antiguas, Iniciación a la Astronomía, Cosmografía, Observación de Planetas, Astronomía de Posición, Fotografía Astronómica, Historia de las Constelaciones, Meteorología, Radioastronomía y Astronomía para Niños.

### Conferencias
Se desarrollan en la Institución, a cargo de especialistas y profesionales en ciencias astronómicas y afines. Los ciclos de conferencias se arman de manera anual, y tienen lugar en el salón principal de la sede social en Parque Centenario. Por lo general se programan en días sábados, entre marzo y noviembre, a partir de las 19 horas. La entrada es libre y gratuita tanto para socios, invitados y público en general.

### Investigación
Se realizan trabajos de investigación de objetos y fenómenos astronómicos como estrellas variables, asteroides, planetas, búsqueda de cometas, búsqueda de supernovas, ocultaciones, cúmulos estelares abiertos, variación solar y radioastronomía.

### Internet
La asociación realiza periódicamente retransmisiones por Internet de eventos astronómicos de importancia como el tránsito de Mercurio, eclipses lunares, eclipses solares o participaciones con aporte de imágenes en eventos como CampusParty.

### Visitas guiadas y apertura de puertas
La institución ofrece a quienes se acercan la posibilidad de realizar visitas guiadas pagas, en donde los asistentes pueden conocer acerca del lugar, los astros, y realizar algunas observaciones con los telescopios. En caso de eventos astronómicos particulares, además de las visitas guiadas abre sus puertas para la observación de fenómenos desde el patio de la institución.
También participa regularmente de la propuesta "La noche de los museos" de la Ciudad de Buenos Aires, en donde distintos museos e instituciones de la capital Argentina abren sus puertas para recorrerlos de forma nocturna.

## Instrumental y equipamiento
El equipamiento de la entidad está a disposición tanto de los socios, como de grupos de investigación. Incluye varios telescopios reflectores y refractores de diversos tipos y tamaños, un pequeño astrógrafo, herramientas de óptica y maquinaria para la construcción y pulido ópticas de telescopios..

### Telescopio Gautier

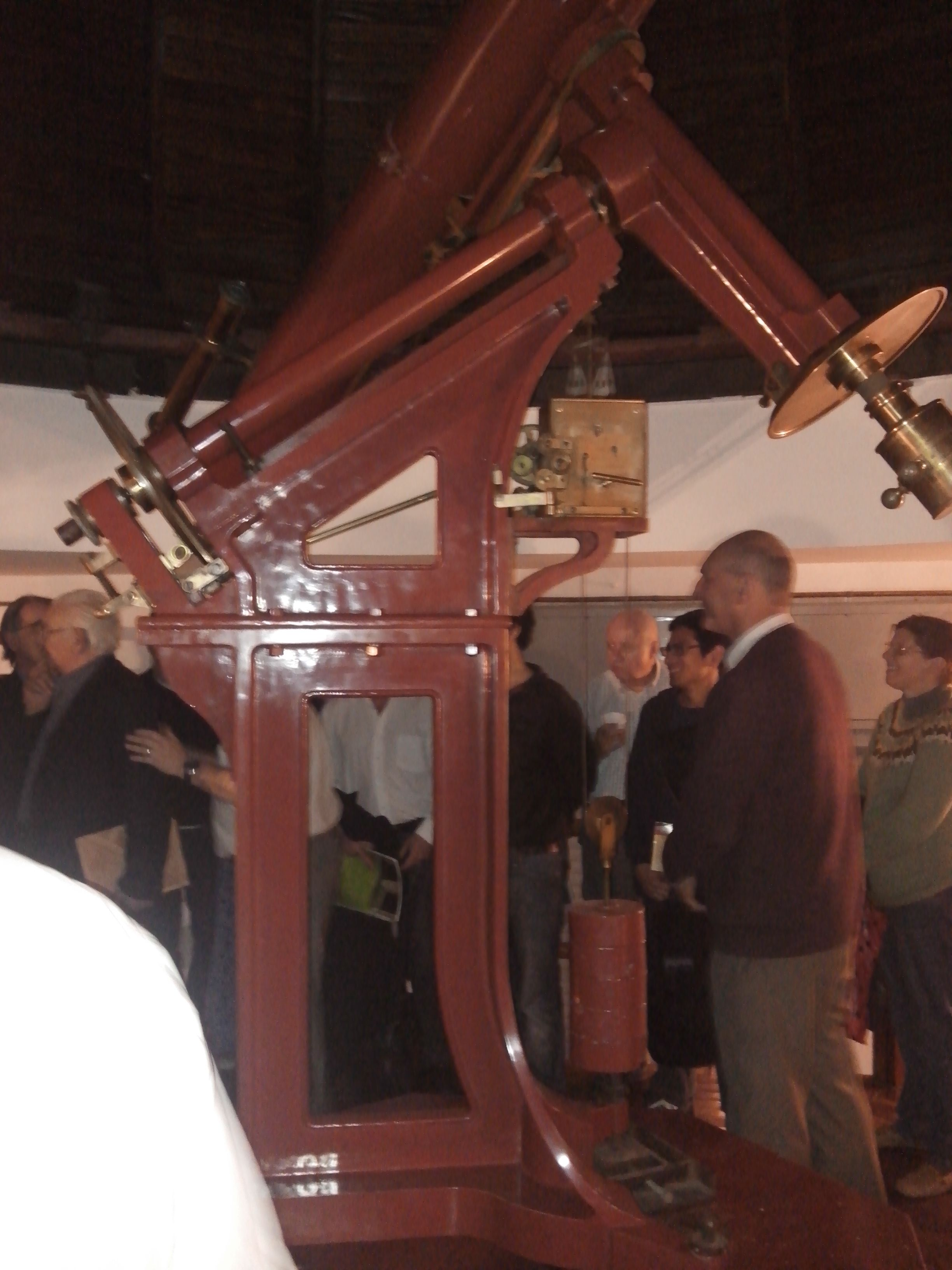
Sistema de Relojería del Telescopio Principal Gautier.

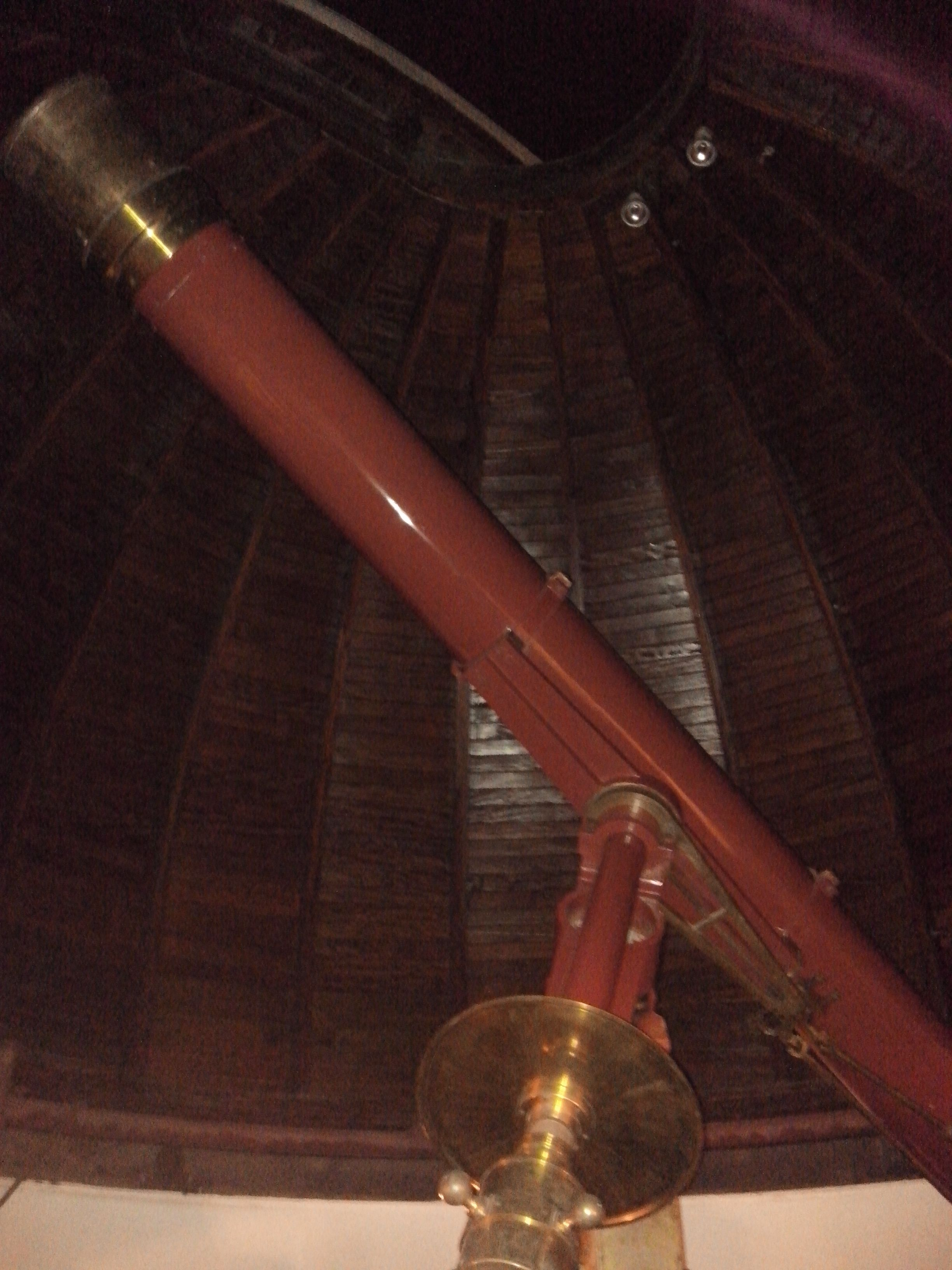
Telescopio Principal Gautier.

El telescopio Gautier es un antiguo telescopio refractor de 220 mm de apertura y 3.300 mm de distancia focal. Fue construido por la ya desaparecida Casa Gautier de Francia por encargo del Observatorio Astronómico de París y trasladado a la Argentina en el año 1882 con motivo del evento extraordinario del tránsito de Venus del 6 de diciembre de 1882. Luego fue adquirido por el gobierno de la provincia de Buenos Aires por iniciativa del Dr. Dardo Rocha para la creación de un observatorio astronómico en la recientemente fundada ciudad de La Plata. El telescopio permaneció en el Observatorio Astronómico La Plata hasta 1944, año en el que fue cedido a la Asociación Argentina "Amigos de la Astronomía" para la inauguración del observatorio de Parque Centenario. Desde entonces es la pieza principal de la cúpula del observatorio, conservando su montura ecuatorial alemana original y su sistema de relojería mecánico a cuerda. Junto al telescopio Devoto forma el complejo astronómico Gautier-Devoto, dedicado principalmente a las observaciones de las visitas guiadas de público y delegaciones de escuelas, además de los cursos dictados por la institución.

### Telescopio Devoto
El telescopio Devoto es un telescopio refractor de 130 mm de apertura y 2.300 mm de distancia focal. Fue construido por la casa Zeiss a principios del siglo XX y adquirido por la Curia de Buenos Aires la cual lo cedió a la Asociación Argentina "Amigos de la Astronomía" en el año 1993. Fue bautizado con el nombre "Devoto" en memoria del distinguido sacerdote y astrónomo porteño Fortunato Devoto. Conserva su montura ecuatorial alemana y su sistema de relojería original.

### Estación de Meteorología
La Asociación cuenta con su propio sistema de Meteorología actualizado en tiempo real, del cual pueden verse sus datos desde la Web de la misma. La estación informa datos sobre temperatura, humedad, precipitación, viento y fuerza, presión atmosférica y tendencia entre otros.

### Antena de Radio

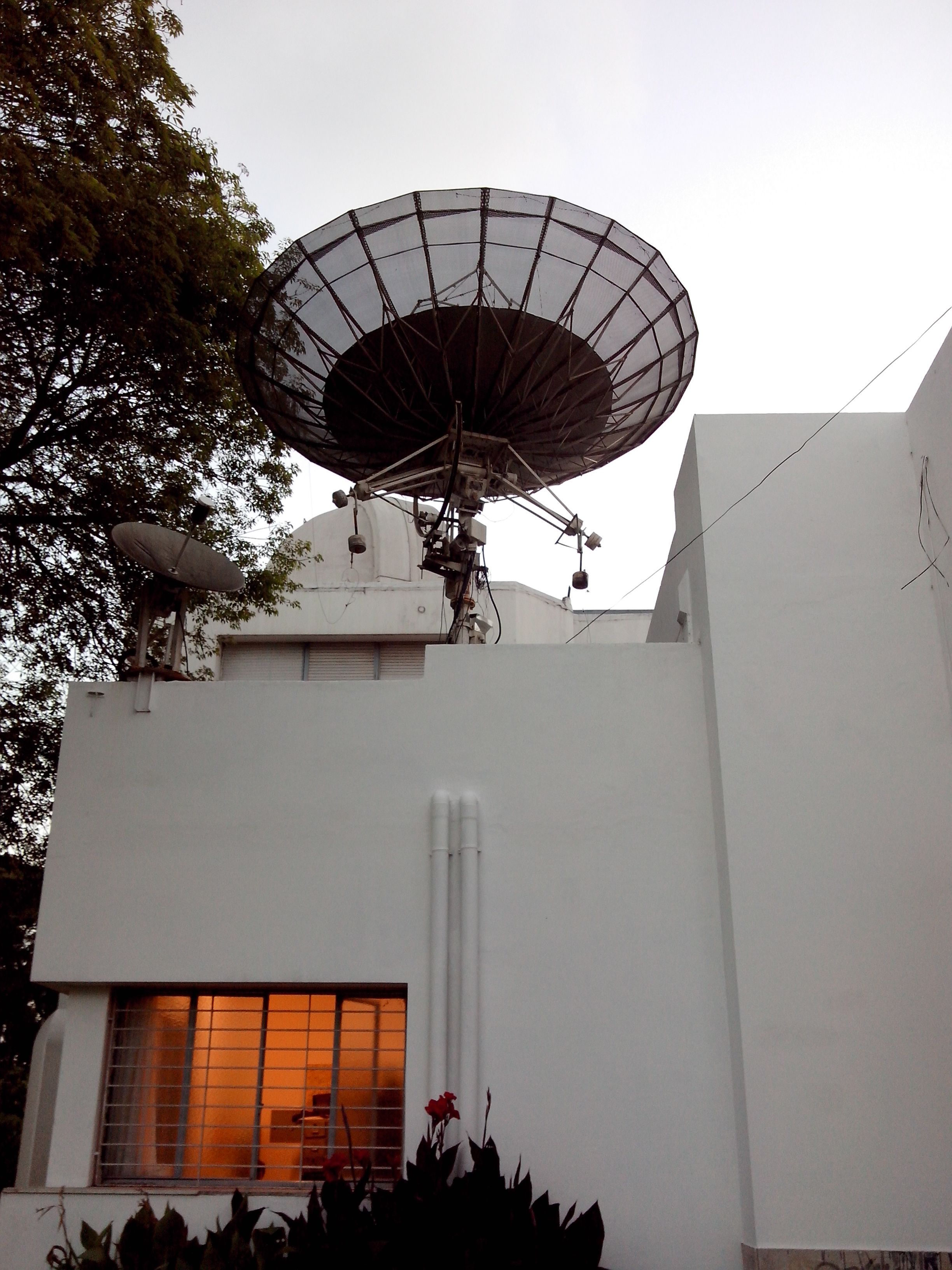
Antena para Radioastronomía.

Se cuenta con una Antena de Radio utilizada por el departamento de radioastronomía, utilizada principalmente para el estudio de ondas provenientes del sol, las nubes, la Vía Láctea, y de algunas galaxias entre otras cosas.

### Taller de Óptica
Con el propósito de uso para los socios y del curso de construcción de telescopios, la institución cuenta con un taller de óptica y mecánica con materiales y herramientas para la construcción, mantenimiento y pulido de vidrios y espejos. El Taller se encuentra dividido en dos secciones, la de desbastado y la de pulido.
El principal uso del taller es la construcción de telescopios del tipo reflectores Newtonianos sobre monturas Dobson, así como también los socios con conocimientos más avanzados trabajan en telescopios refractores, o reflectores tipo Cassegrain.
Cuenta con un equipo de Fizeau para el control final de superficies planas de vidrio, un equipo de Foucalt para el control de superficies ópticas curvas, sistemas de Test de Ronchi y dispositivos de control y colimación láser, y un taller de mecánica para la construcción de las demás partes que constituyen un telescopio.
Desde este Taller la asociación ofrece servicios de reparación de instrumental, y diseño y construcción de telescopios para terceros.

## Miembros destacados

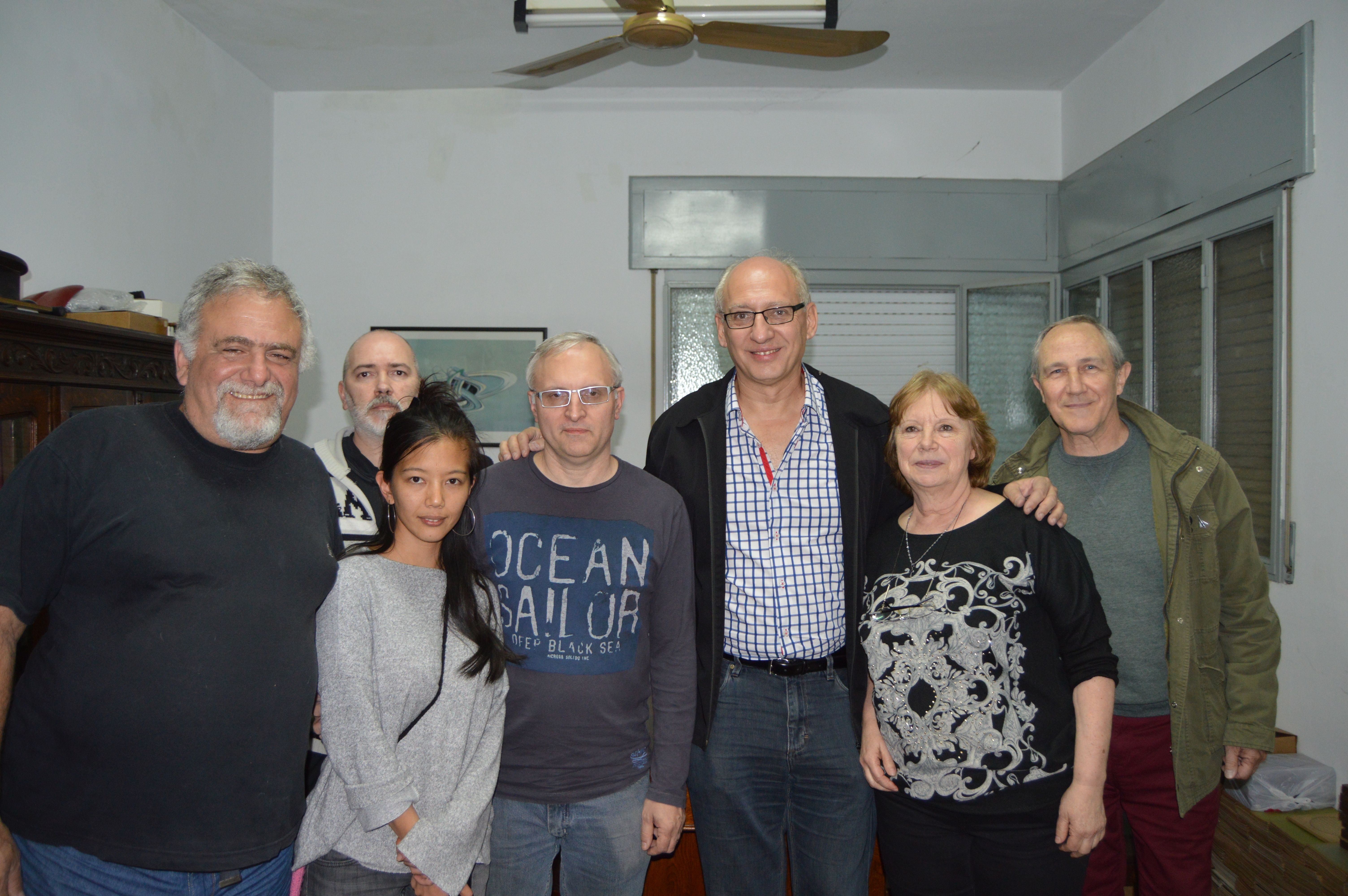
Parte de la comisión directiva y empleados de la Asociación Argentina Amigos de la Astronomía con Miguel San Martín en octubre de 2016 luego de que este brindara una charla en el lugar.

Entre los científicos y personalidades que formaron parte de la AAAA se cuentan:
- Johannes Franz Hartmann. Reconocido por sus estudios sobre el instrumental astronómico y la espectroscopia, durante su periodo como director del Observatorio Astronómico La Plata colaboró con muchos de los socios fundadores de la A.A.A.A., así como también publicó unos 18 artículos en la Revista Astronómica.[27]
- Carlos Cardalda. Socio fundador y alma mater de la institución durante sus primeras décadas. Fue el primer director de la Revista Astronómica. Colaboró también en la creación de la Asociación de Aficionados a la Astronomía de Uruguay, su país de residencia en sus últimos años de vida. En enero de 2009 recibió el reconocimiento de la comunidad astronómica internacional con la designación de un asteroide con su nombre, (11437) Cardalda.[28]
- Carlos Segers. Socio fundador y presidente de la asociación durante las décadas del 50 y 60 hasta su muerte. Fue un activo observador de estrellas variables enviando sus reportes a la AAVSO regularmente.[29][30] Su nombre fue dado a un cráter lunar.[31]
- Dr. Bernhard Dawson. Socio fundador de la asociación y presidente durante sus primeros años de existencia. Astrónomo profesional nacido en los Estados Unidos, fue director del Observatorio Astronómico de La Plata y profesor en la Universidad Nacional de San Juan. Además fue el primer presidente de la Asociación Argentina de Astronomía. Recibió la distinción de un asteroide con su nombre, (1829) Dawson[32] y también un cráter lunar nombrado en su memoria.[33]
- Dr. Enrique Gaviola. Extraordinario científico argentino, estudió y trabajó con personalidades tan importantes como Max Planck, Max Born y Albert Einstein.[34]  Recibió la distinción de un asteroide con su nombre, (2504) Gaviola.[35]
- Ernesto Sabato. Escritor y científico argentino. En el año 1937 la Asociación Argentina "Amigos de la Astronomía" editó la obra que sería la primera publicación en forma de libro de Sabato, "Cómo construí un telescopio de 8 pulgadas de abertura".
- Jorge Sahade. Tercer graduado en astronomía en la Argentina, fundador del IAFE, y conocido por enviar a construir el Telescopio del Complejo Astronómico El Leoncito. No solo fue socio de la institución, sino que además recibió de ésta una medalla.[36]

## Distinciones y premios
- En el año 2006 la asociación recibió el premio Santa Clara de Asís por la publicación de la Revista Astronómica.[37]

### Asteroide (11347) Cardalda
La IAU en 2009 designó al asteroide (11437) Cardalda con el apellido del alma mater de la Institución, Carlos Cardalda.

### Asteroide (4756) Asaramas
El 21 de abril de 1950, astrónomos del Observatorio Astronómico La Plata descubrieron un asteroide al que bautizaron (4756) Asaramas –Asociación Argentina "Amigos de la Astronomía–, por haber proporcionado esta institución el primer contacto de numerosos astrónomos profesionales del observatorio platense con la ciencia astronómica. El nombre fue homologado por la Unión Astronómica Internacional.